# نظرية الحقل (علم النفس)

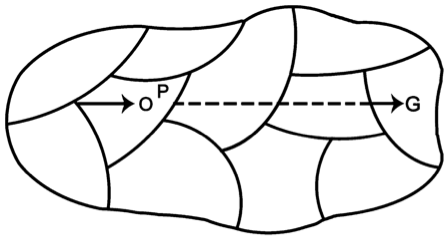
صورة توضيحية عن نظرية الحقل

نظرية المجال هي نظرية سيكولوجية (بتعبير أدق: هي علم النفس الطبولوجي والاتجاهي/ أو المتجهات)، تفحص النظرية أنماط التفاعل بين الفرد وبين المجال الكُلي أو البيئة. ظهر المفهوم لأول مرة في علم النفس من أصول نظريات الغشتالتية ذات المنظور الشمولي. طور كورت ليفين النظرية في أربعينيات القرن العشرين، وهو عالم نفس من مدرسة الغشتالتية. يمكن التعبير عن نظرية المجال للوين من خلال الصيغة التالية: {\displaystyle B=f(p,e)} التي تعني أن السلوك (B) يمثل دالة على الشخص (p) وبيئته (e).

## التاريخ
اعتقد الفلاسفة الأوائل أن الجسد لديه طبيعة عقلانية داخلية، تساعد في توجيه أفكارنا وأجسادنا. نُظر إلى تلك القوة الحدسية (أرواحنا) على انها تمتلك سيطرة علينا على كامل وجودنا. تغيرت تلك الرؤية بالرغم من ذلك، خلال الثورة الفكرية للقرن السابع عشر. كانت إشكالية العقل مقابل الجسد بمثابة مفهوم متطور دائمًا، اكتسب اهتمامًا كبيرًا من جانب عدد من الفلاسفة مثل ديكارت ولوك وكانط. كانت المقاربات العقلانية والتجريبية متأصلة في فهم تلك الظاهرة، بدءًا من الاعتقاد في وقت ما بوجود تداخل بين العقل والجسد، إلى الاعتقاد بانفصال العقل عن الجسد تمامًا. ظهرت نظرية المجال عندما اعتبر لوين أن سلوك الشخص يتكون من العديد من التفاعلات أو التداخلات المختلفة. فقد اعتقد أن الناس يمتلكون أفكارًا وقوى وانفعالات دينامية، تحول سلوكهم لكي تعكس حالتهم الراهنة.

## تأثير كورت ليفين
ولد كورت ليفين في ألمانيا عام 1890. أراد أن يتبع المدرسة السلوكية في البدء، لكنه وجد اهتمامًا لاحقًا تجاه علم نفس الغشتالت، وذلك أثناء تطوعه في الجيش الألماني في عام 1914. أثرت خبراته المبكرة فعليًا على تطور نظريته في المجال. أكدت نظرية المجال للوين على الصراع بين الأشخاص، والشخصيات بشكل فردي، ومتغيرات الظروف، وقد رأى أن السلوك ما هو إلا حصيلة تفاعل الأفراد مع بيئاتهم. وجد لوين أيضًا أن الحالة السيكولوجية للأشخاص تؤثر على مجالهم الاجتماعي، وذلك أثناء تركيزه على البيئة الاجتماعية للأشخاص وتأثيرها على مجالهم الدينامي.
اعتقد لوين أن علم النفس بحاجة إلى احتذاء علم الفيزياء، رغبة منه في أن يحول تركيز علم النفس بعيدًا عن آراء أرسطو، وتوجيه التركيز نحو منهج غاليليو. استمد لوين مفهوم المجال من كل من الرياضيات والفيزياء، والتركيز على خبرات الفرد واحتياجاته وطوبوغرافيته (تضاريسه) من أجل رسم خريطة للعلاقات المكانية. ابتكر لوين قاعدة نظرية المجال التي تقول إن التحليل يمكنه أن يبدأ فقط عبر تمثيل الموقف بشكل كُلي أو شامل، لذلك يجب أن يؤخذ الموقف في كُليته أو شموله في الحسبان من أجل أن يحدث التغير. يبدو أن هناك تكرارًا للأشخاص الذين لديهم نفس المحاولات غير الناجحة لتطوير أنفسهم وتحسينها، وتصل نظرية المجال إلى أن هذا التكرار يأتي من قوى موجودة داخل مجالاتنا. بنى لوين خرائط طبولوجية لكي يعرض هذا المجال السيكولوجي، إذ أظهرت مناطق متداخلة وأشارت إلى اتجاهات أهداف الناس.

## المبادئ الرئيسة

### فضاء الحياة
هناك فكرة ترى أن ظهور سلوك الفرد في أي وقت، لا يحدث إلا داخل العوامل المتعايشة مع فضاء الحياة الحالي أو المجال السيكولوجي. لذلك يعتبر فضاء الحياة مزيجًا من كل العوامل التي تؤثر على سلوك الشخص في أي وقت. لذا يمكن التعبير عن السلوك باعتباره يمثل دالة على فضاء B=ƒ(LS الحياة، علاوة على ذلك فإن تفاعل الشخص (P) مع البيئة (E) ينتج عنه فضاء الحياة ذلك. ويمكن التعبير عنه في صيغة رمزية B=ƒ(LS)=F(P,E) نجد الفكرة القائلة إن تجربة شخصين لموقف ما يمكنها أن تصبح تجربة واحدة عندما يتحدثان معًا، باعتبارها مثالًا على مفهوم فضاء الحياة الأكثر تعقيدًا. لا يحدث ذلك إذا لم يتفاعل الشخصان مع بعضهما، مثل هؤلاء الأشخاص الموجودين في الحجرة ذاتها لكن لا يتحدثون إلى بعضهم. يمكن لهذا الفضاء الممتزج أن يُبنى ما دام الشخصان يتشاركان في مزيد من الأفكار، ويخلقان معًا فضاءً للحياة أكثر تعقيدًا.

#### البيئة
تشير البيئة كما هو ظاهر في فضاء الحياة، إلى الموقف الموضوعي، الذي يفكر الشخص من خلاله ويسلك. وتُعد بيئة فضاء الحياة (E) ذاتية تمامًا في إطار أي سياق؛ لأنها لا تعتمد فقط على الموقف الموضوعي فحسب، بل تعتمد أيضًا على سمات الشخص (P). ومن الضروري أن نأخذ في الاعتبار كل جوانب بيئة الشخص الواعية وغير الواعية، من أجل رسم خريطة لفضاء حياة الشخص. يجب أن يُنظر إلى تلك الحالة الممتزجة في مجملها، التي تتأثر بالبيئة إضافة إلى منظور الشخص الواعي وغير الواعي. وبينما يمكن النظر لكل جزء بوصفه كيانًا منفصلًا، يجب على المرء أن يأخذ كل المدخلات في الحسبان من أجل ملاحظة مجمل الموقف.

#### الشخص
استخدم لوين مصطلح الشخص بثلاث طرق مختلفة.
1. خصائص/ أو سمات الفرد. (الاحتياجات والمعتقدات والقيم والقدرات).
2. طريقة لتمثيل نفس الحقائق السيكولوجية لفضاء الحياة ذاته أساسًا.
3. سلوك أو تصرف الذات.[6]

قد يُنظر إلى سلوك الذات بوصفه إدراك الفرد لعلاقاته مع البيئة التي يتصورها.
يؤثر تطور الشخص حتمًا على فضاء الحياة. وعندما يتحمل الشخص التغيرات التي تحدث لجسده أو تغيرات صورته عن نفسه، فيمكن لذلك أن يتسبب في عدم استقرار في منطقة فضاء الحياة. إضافة إلى ذلك، يمكن أن يؤدي عدم الاستقرار في البيئة السيكولوجية أو فضاء الحياة، إلى عدم استقرار الشخص.

#### السلوك
يخضع أي تغير داخل فضاء الحياة إلى قوانين سيكولوجية. ووفقًا لذلك يمكن النظر إلى فعل شخص ما (P) أو تغير في البيئة (E) نابع من الفعل المذكور بوصفه سلوكًا (B). يمكن لتلك السلوكيات أن تُحدث تأثيرات كبيرة أو صغيرة على إجمالي فضاء الحياة. ويجب أن تؤخذ بعين الاعتبار مهما يكن. ترى نظرية المجال أنه يجب على السلوك أن يُشتق من مجمل الحقائق المتعايشة/ أو المتعاونة. تصنع تلك الحقائق المتعايشة، مجالًا ديناميًا، ما يعني اعتماد حالة أي جزء من المجال على كل جزء آخر منه. لا يشمل ذلك كل من المجالات الفيزيائية والذهنية فحسب، بل يشمل أيضًا القوى غير المرئية مثل المغناطيسية والجاذبية. يمكن توضيح ذلك عبر تخيل الفرق الذي تستطيع قوة ما أن تحدِثه من العمل عن بُعد. فعندما ننظر إلى شيء ما مثل تأثير القمر على الأرض، سيتضح أن هناك تأثير ما حتى وإن كان يعمل من مسافة بعيدة شاسعة. يعتمد السلوك على المجال الحاضر أكثر من اعتماده على الماضي أو المستقبل.
يلعب النمو أيضًا دورًا كبيرًا في سلوك فضاء الحياة. فيتشكل سلوك الفرد في شتى جوانبه منذ بدء حياته حتى وضعه الاجتماعي. يثير ذلك بالطبع النقاش السوسيولوجي المتعلق بالطبع في مقابل التطبع. أظهرت دراسات علم النفس التجريبي وجود تأثير مباشر لغياب أفراد معينين أو حضورهم -داخل فضاء حياة الشخص- على تشكيل الطموح، وهو العامل المحرك للأفعال والتعبيرات (السلوك). يؤدي بالطبع نمو الطفل على الانفتاح على مناطق جديدة غير معروفة من فضاء الحياة. وتتسم الفترات الانتقالية مثل مرحلة المراهقة بتأثير أكبر لتلك المناطق الجديدة. لذا يمكن النظر من الناحية السيكولوجية إلى دخول المراهق لمجموعة اجتماعية أو فضاء حياة جديد، بوصفه دخولًا إلى مجال معرفي غير منظم. يخلق هذا المجال الجديد صعوبة أمام الفرد في معرفة السلوك الملائم داخل المجال. ويُعتقد أن ذلك بمثابة إمكانية إجراء تغيرات في سلوك الطفل والمراهق.

## النظرية والدليل التجريبي
يجب إدراج الصور
تتكون حياة الشخص -وفقًا لنظرية المجال- من فضاءات مختلفة عديدة. تعتبر الصورة رقم 1 مثلاً على المجال أو البيئة الكُلية. تُظهر الصورة رقم 2 شخصًا لديه هدف. وتوضح تلك الصورة أن هناك قوى تدفع الشخص نحو الوصول إلى هدفه. ويمثل الخط المنقط، كل شيء يجب على المرء أن يمر من خلاله لكي يصل إلى هدفه، وكيف يجب على المرء أن يمر عبر العديد من الفضاءات المختلفة. يمكن ضبط مجال الشخص أو تكييفه من أجل الحصول على أقصى استفادة في الحياة. وقد تُحذف بعض المجالات، أو تُضاف بعض مجالات أخرى، إذ يعتمد كل ذلك على أحداث معينة تقع في حياة الأشخاص.
تشمل نظرية المجال أيضًا فكرة أن كل شخص لديه تجربة أو خبرة مختلفة بالنسبة للموقف. لا يعني ذلك أن تجربة شخصين لحدث ما، لن تكون هي نفسها، ولكن سيكون هناك بعض الاختلاف. يؤدي ذلك إلى فكرة أنه لا يوجد تجربتان متماثلتان بالنسبة للشخص أيضًا، ما دام يتغير المجال الدينامي باستمرار. يعنى ذلك أن المجال الدينامي يشبه التيار المتدفق، الذي يسري أو يتدفق بشكل باستمراز بينما يتغير بشكل طفيف. هناك جزء آخر من نظرية المجال هو فكرة أنه لا يمكن النظر إلى أي جزء من مجال الشخص بوصفه عديم المعنى. يجب النظر إلى كل جزء من المجال الكُلي على أنه ذو أهمية ومعنى محتمل. ويجب أن يحدث ذلك بصرف النظر عن الكيفية عديمة الأهمية أو المعنى (التي قد يبدو عليها جزء من المجال)، لكن ينبغي أن يؤخذ دائمًا في الحسبان. يبدو أن مجال الفرد في كُليته ليس له حدود، مثلما أظهرت الأبحاث أنه حتى تجربة الطفل الرضيع للحرب العالمية الثانية، يمكنها أن تؤثر على الحياة لاحقًا، نتيجة للتغير في المجال. يُعد ذلك مثالًا جيدًا على الكيفية التي تمتد بها نظرية المجال على نطاق واسع، وقد يتحول ما قبل وعي الشخص بسبب تغيرات المجال التي تحدث قبل أي مراحل نمو كبرى.